# Peachia mira
Peachia mira är en havsanemonart som beskrevs av Oscar Henrik Carlgren 1943. Peachia mira ingår i släktet Peachia och familjen Haloclavidae. Inga underarter finns listade i Catalogue of Life.